# Maintain (Messe)
Die maintain war die wichtigste Fachmesse für industrielle Instandhaltung im deutschsprachigen Raum. Mit ihrem modularen Konzept verband sie sowohl die Präsentation von Produkten und Leistungen im Ausstellungsbereich als auch Weiterbildung im Rahmenprogramm. Die maintain hatte einen jährlichen Turnus, die letzte Veranstaltung fand vom 24. bis 25. Oktober 2017 auf dem Gelände der Messe München statt.
Ideeller Träger der Veranstalter war das Forum Vision Instandhaltung (FVI e.V.).

## Ausstellungsbereiche
Die Ausstellungsbereiche der maintain umfasste die folgenden Kernbereiche:
- IT-Lösungen und Services (z. B. CMMS, Augmented Reality, Remote Services, Mobile Services)
- Wartung und Instandsetzung (z. B. Ersatzteilmanagement, Werkzeuge, Ersatzteile)
- Instandhaltungsdienstleistungen und -management
- Mess- und Überwachungstechnik (z. B. Condition Monitoring, Predictive Maintenance)
- Tribologie und Fluidmanagement
- Industrielle Reinigung
- Technische Gebäudeausstattung

## Struktur
maintain Messe
Ausstellungsbereich der maintain mit Produkten, Komponenten und Servicekonzepten für die industrielle Instandhaltung
maintain Konferenz
Vertiefende Wissensvermittlung zur Instandhaltung 4.0 (Partnerveranstaltung)
maintain Ausstellerforum
Präsentationsbühne im Ausstellungsbereich für Anwendungen der Aussteller
maintain Experience
Live-Vorführungen, Sonderschauen, Guided Tours zu aktuellen Themen der Instandhaltung

## Aussteller und Besucher
2016 zählte die maintain 145 Aussteller und rund 2.000 Teilnehmer. Überwiegend kamen diese aus den Bereichen Maschinen- und Anlagenbau (29 %), aus der chemischen und pharmazeutischen Industrie (11 %), Metallerzeugung, -bearbeitung, -herstellung (11 %) sowie aus der Elektroindustrie (12 %). Die Messe wird nicht mehr veranstaltet.